# Ammobates rostratus
Ammobates rostratus är en biart som beskrevs av Heinrich Friese 1899. Ammobates rostratus ingår i släktet Ammobates och familjen långtungebin. Inga underarter finns listade i Catalogue of Life.